# Puig Roja
Puig Roja – szczyt w Pirenejach, w paśmie Pirenejów Wschodnich. Położony jest w południowej Francji, w departamencie Pireneje Wschodnie. Wznosi się na wysokość 2724 m n.p.m.